# Klejicha
Klejicha (Asclepias) je rod rostlin z čeledi toješťovité. Jsou to převážně vytrvalé byliny s jednoduchými listy a často nápadnými květy v bohatých okoličnatých květenstvích. Květy mají specializovaný způsob opylování. Rod zahrnuje asi 200 druhů, pocházejících vesměs z Ameriky. Nejvíce druhů roste v mírných a subtropických oblastech Severní Ameriky. V teplých oblastech České republiky roste zdomácnělá, invazní klejicha hedvábná. Klejichy obsahují jedovaté glykosidy. Mají význam v lékařství a fytoterapii, poskytují vlákna a v malé míře i technický olej. Některé druhy jsou pěstovány jako okrasné rostliny.

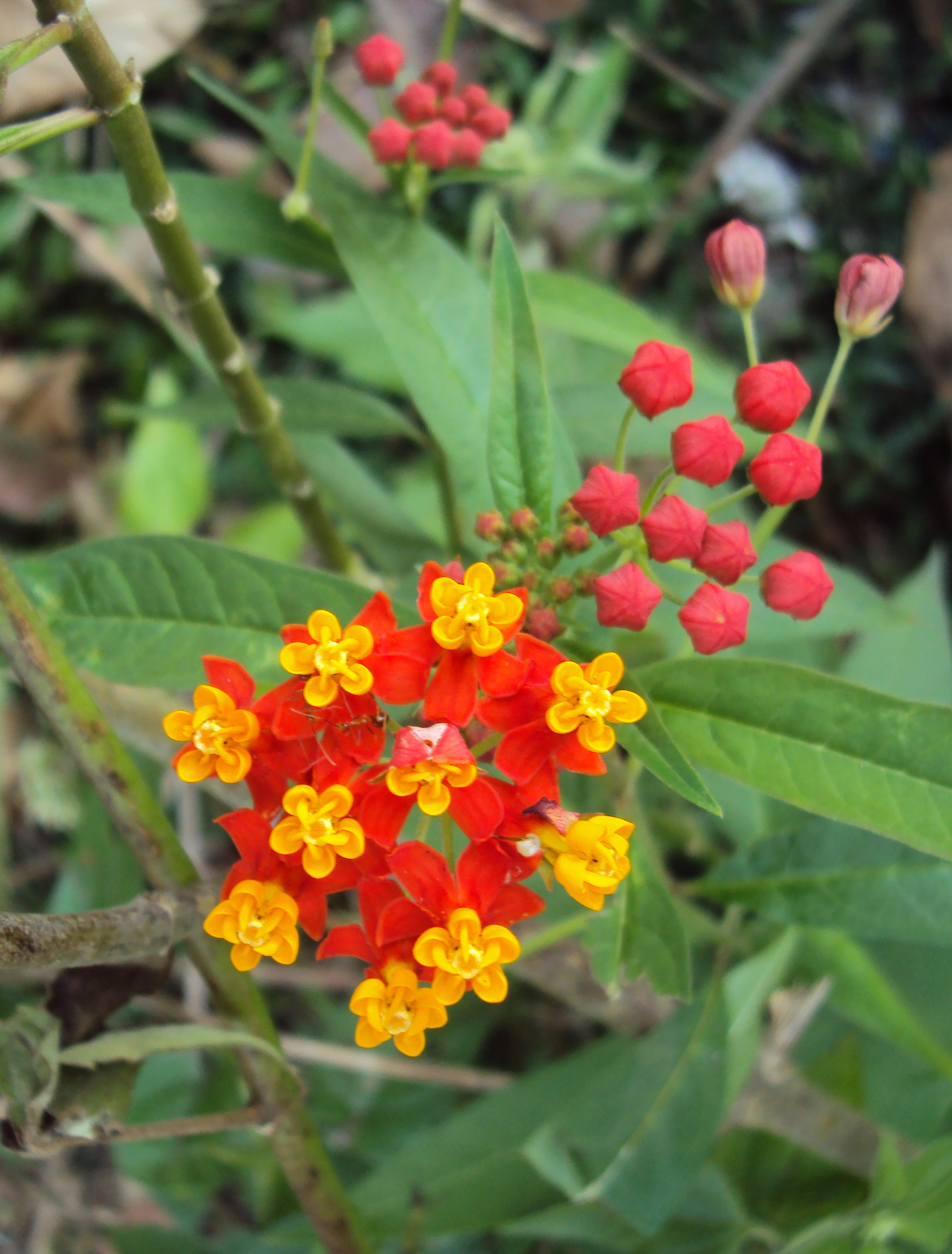
Klejicha kurasavská (Asclepias curassavica)

## Popis
Klejichy jsou povětšině vytrvalé přímé byliny, na bázi většinou dřevnatějící. Některé druhy jsou jednoleté (A. nivea, A. angustifolia), jiné naopak dorůstají podoby větvených keřů (A. albicans, A. subulata). Listy jsou jednoduché, většinou vstřícné, řidčeji střídavé nebo přeslenité. Květy jsou malé až středně velké a často nápadně zbarvené, uspořádané v okoličnatých a většinou mnohokvětých květenstvích. Kalich je pětičetný a uvnitř často se žlázkami. Kališní lístky jsou úzké, špičaté a nazpět obrácené. Koruna je nejčastěji bílá, žlutooranžová, růžová, červená nebo zelenavá, obvykle kolovitá až nazpět ohnutá, hluboce pětilaločnatá, s velmi krátkou korunní trubkou. Pakorunka je tvořená petaloidními a často kápovitými přívěsky s nápadnou, ke středu květu zahnutou ostruhou. Nitky tyčinek jsou srostlé v trubičku, která je spojená s čnělkou a tvoří komplexní strukturu zvanou gynostegium. Pyl je v podlouhlých brylkách, spojených do páru. Gyneceum je tvořeno 2 volnými semeníky, srostlými v čnělkové části. Bliznová hlava je pětihranná až pětilaločná, na vrcholu zploštělá. Plodem je měchýřek nebo souplodí 2 měchýřků. Plody jsou na povrchu hladké nebo osténkaté. Semena jsou opatřena chmýrem.

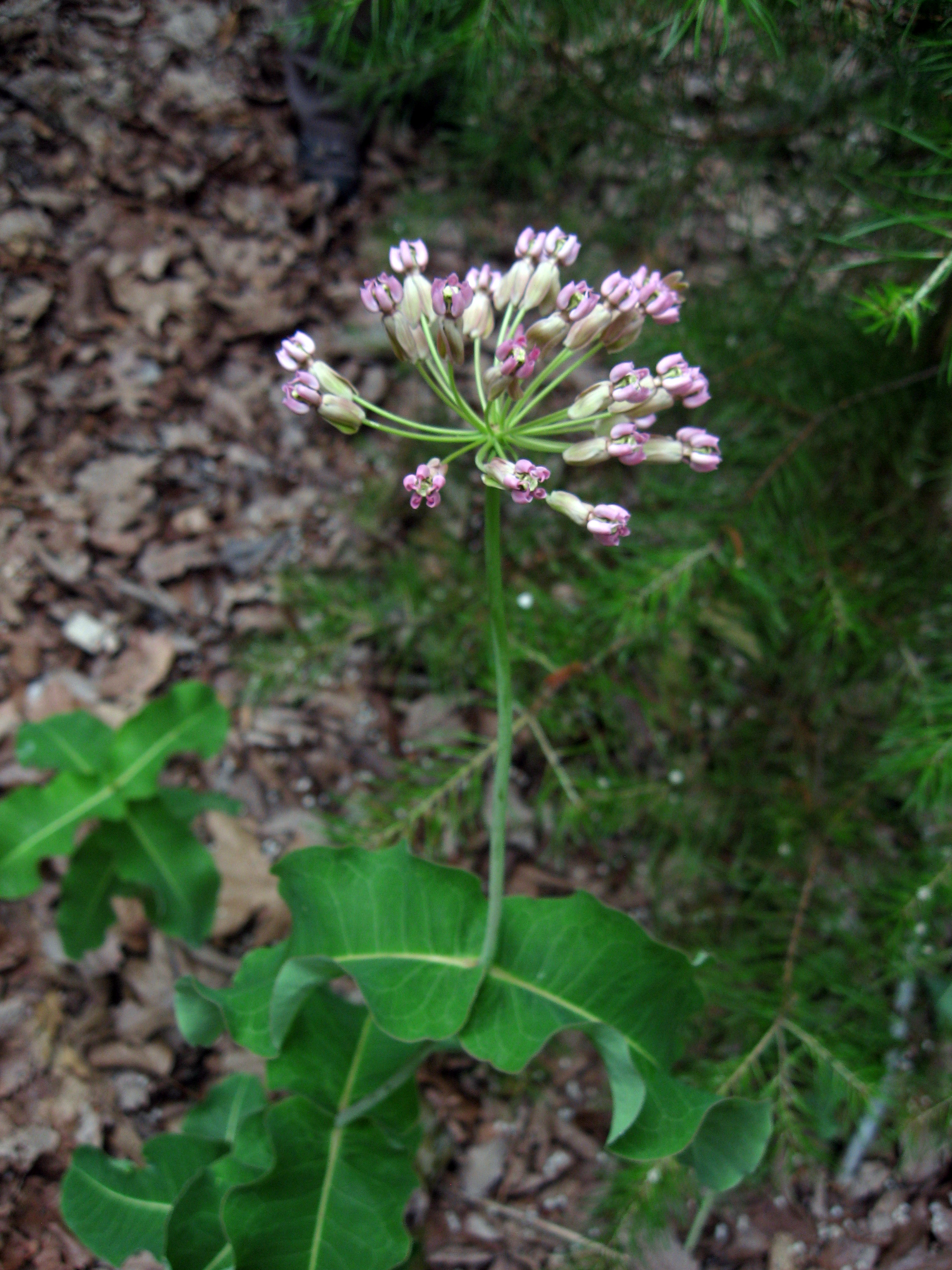
Okolíkovité květenství Asclepias amplexicaulis
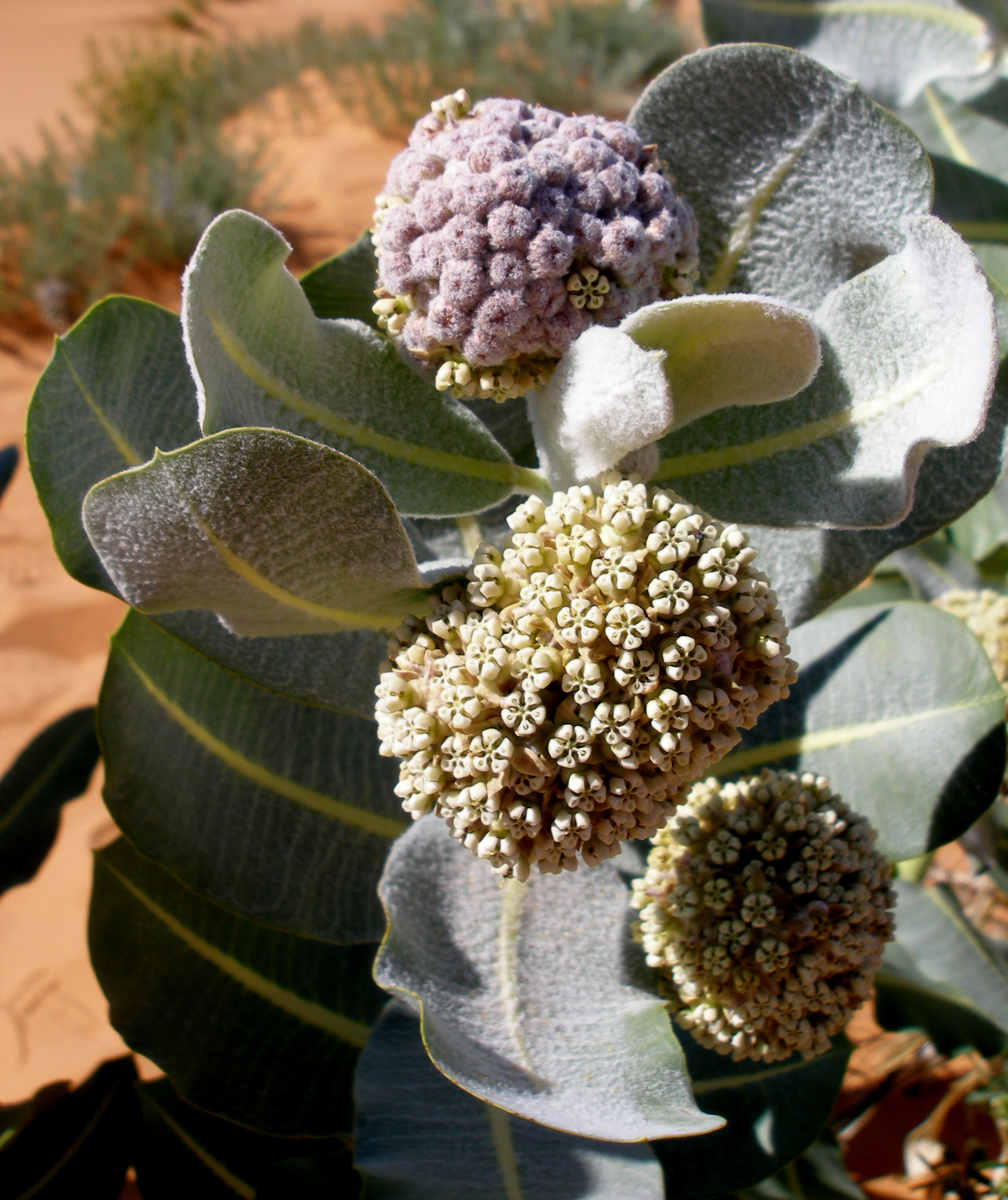
Tuholistý druh A. welshii
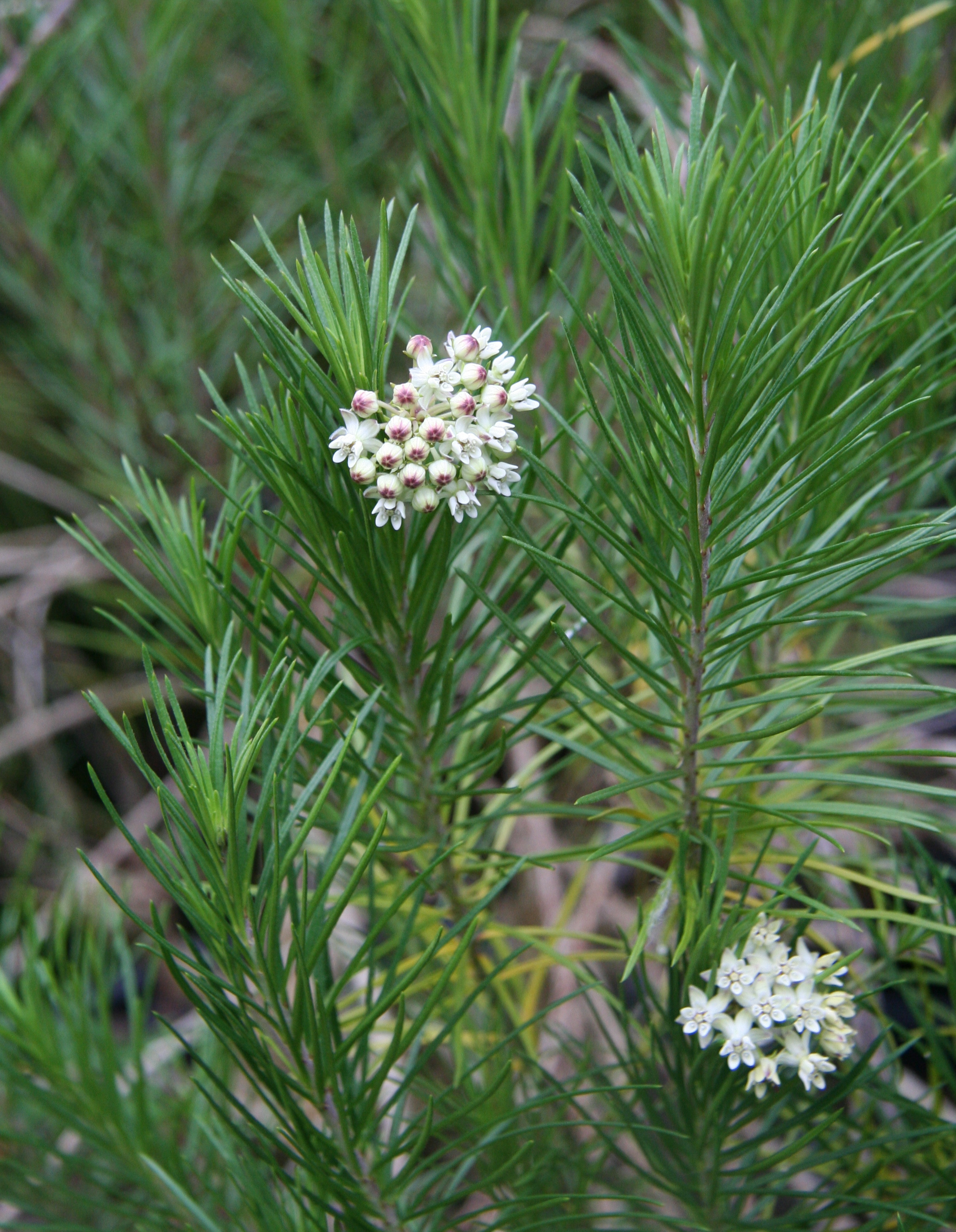
Úzkolistý druh A. linaria
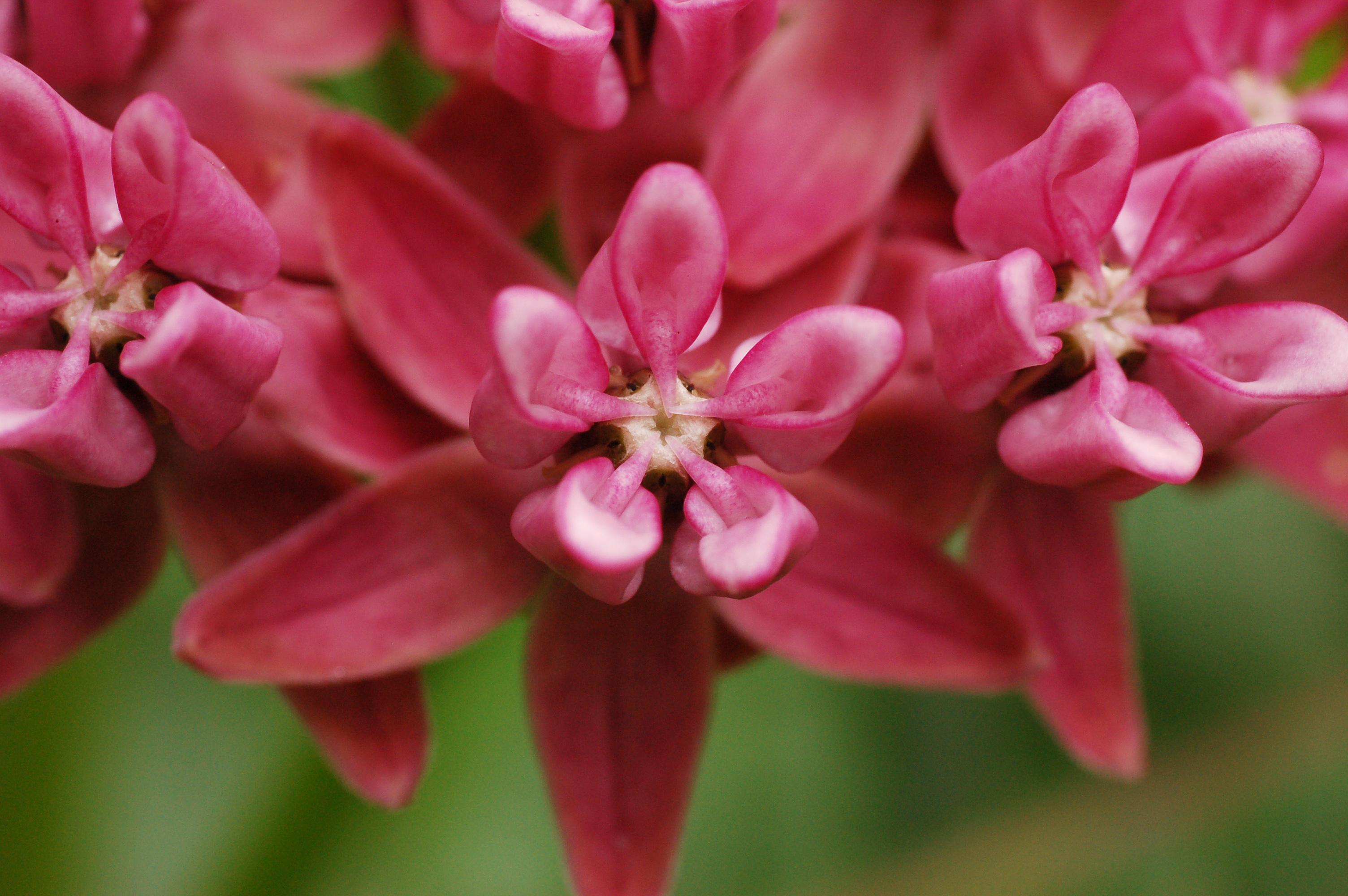
Detail květů A. purpurascens
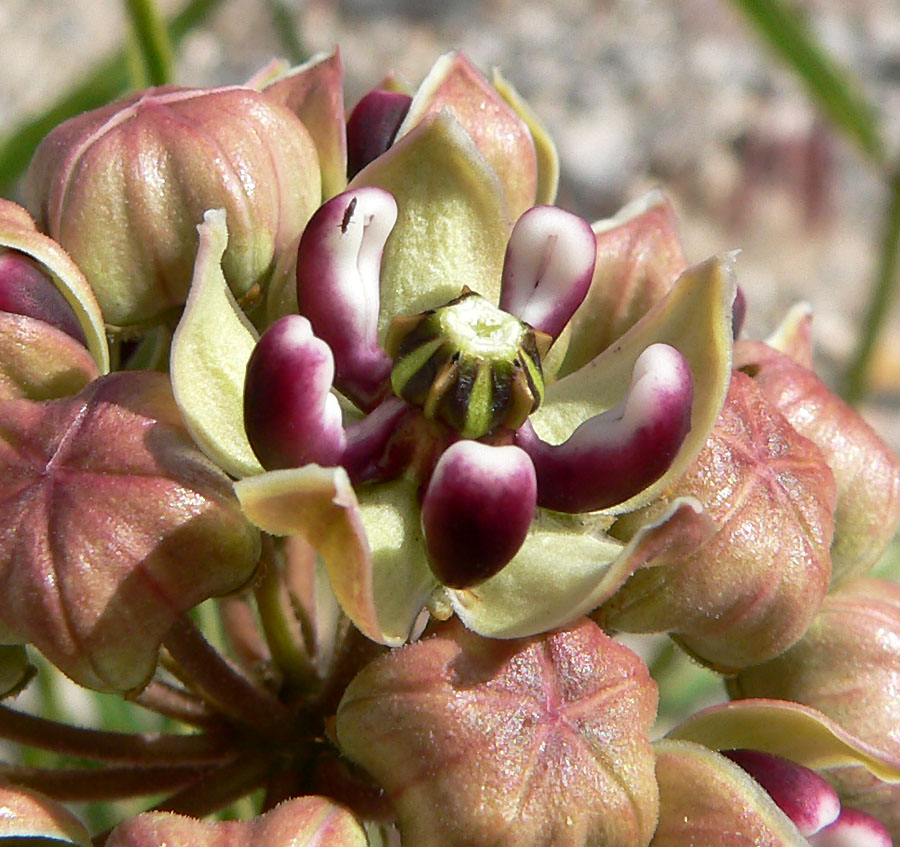
Detail květu A. asperula
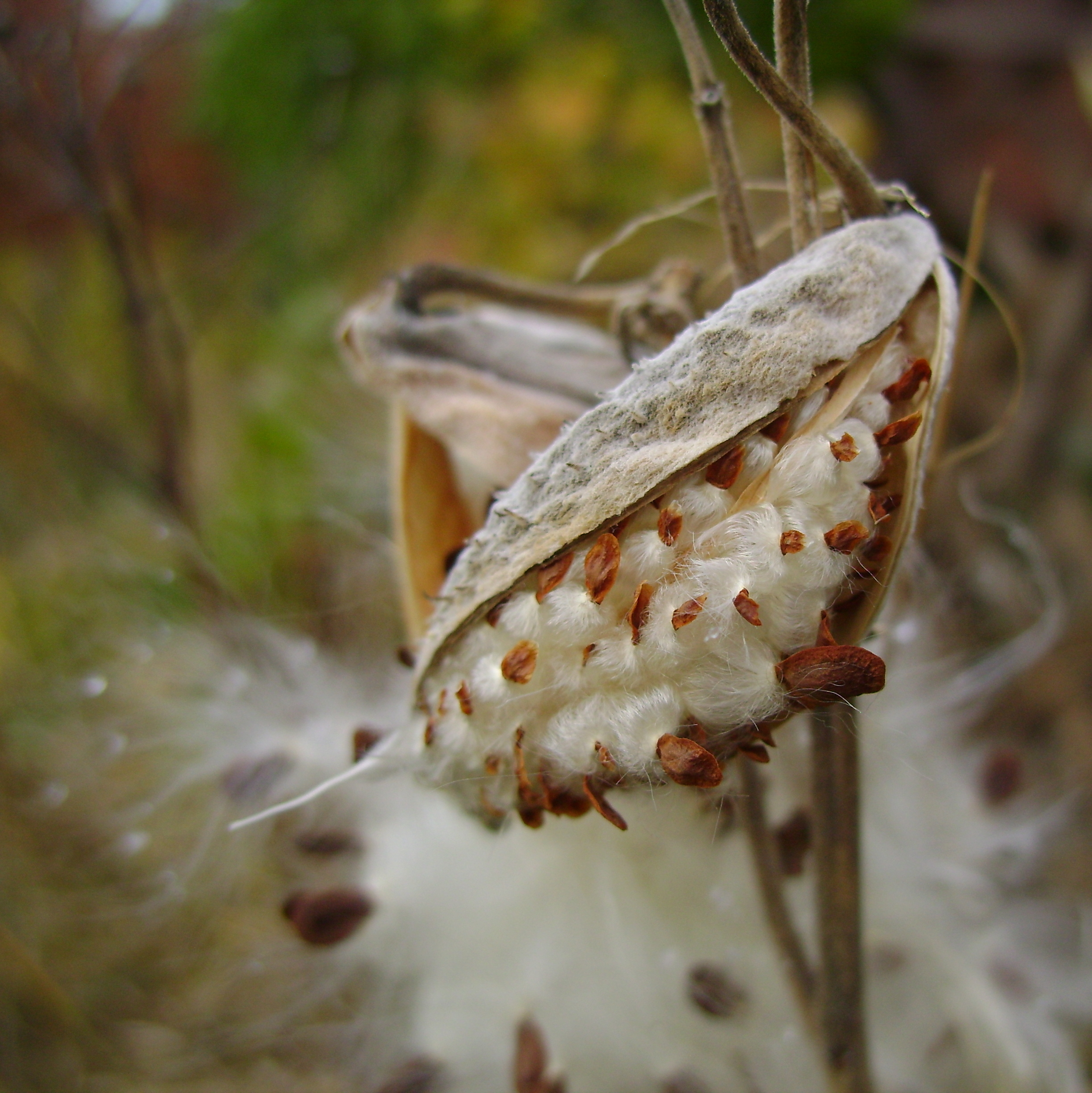
Puklý plod klejichy hedvábné (A. syriaca)

## Rozšíření
Počet udávaných druhů rodu klejicha je dosti různý a závisí na taxonomickém pojetí. Většinou se udává v rozpětí 120 až 140 druhů, některé zdroje však udávají i přes 200 druhů.
Rod klejicha je přirozeně rozšířen pouze v Americe včetně Karibských ostrovů, některé druhy však zdomácněly i v jiných částech světa. Nejvíce druhů se vyskytuje v mírných a subtropických oblastech Severní Ameriky. Asi 6 druhů roste v subtropické Jižní Americe, zejména v Bolívii a Argentině. V tropické Střední a Jižní Americe se vyskytuje pouze několik druhů.
Z Mexika je udáváno 68 druhů.
V teplejších oblastech České republiky občas roste zplaněle klejicha hedvábná (Asclepias syriaca). Vyskytuje se zejména kolem tratí a silnic, na hřbitovech, rumištích, vinicích a podobně. V ČR je pěstována již od roku 1786.

## Ekologické interakce

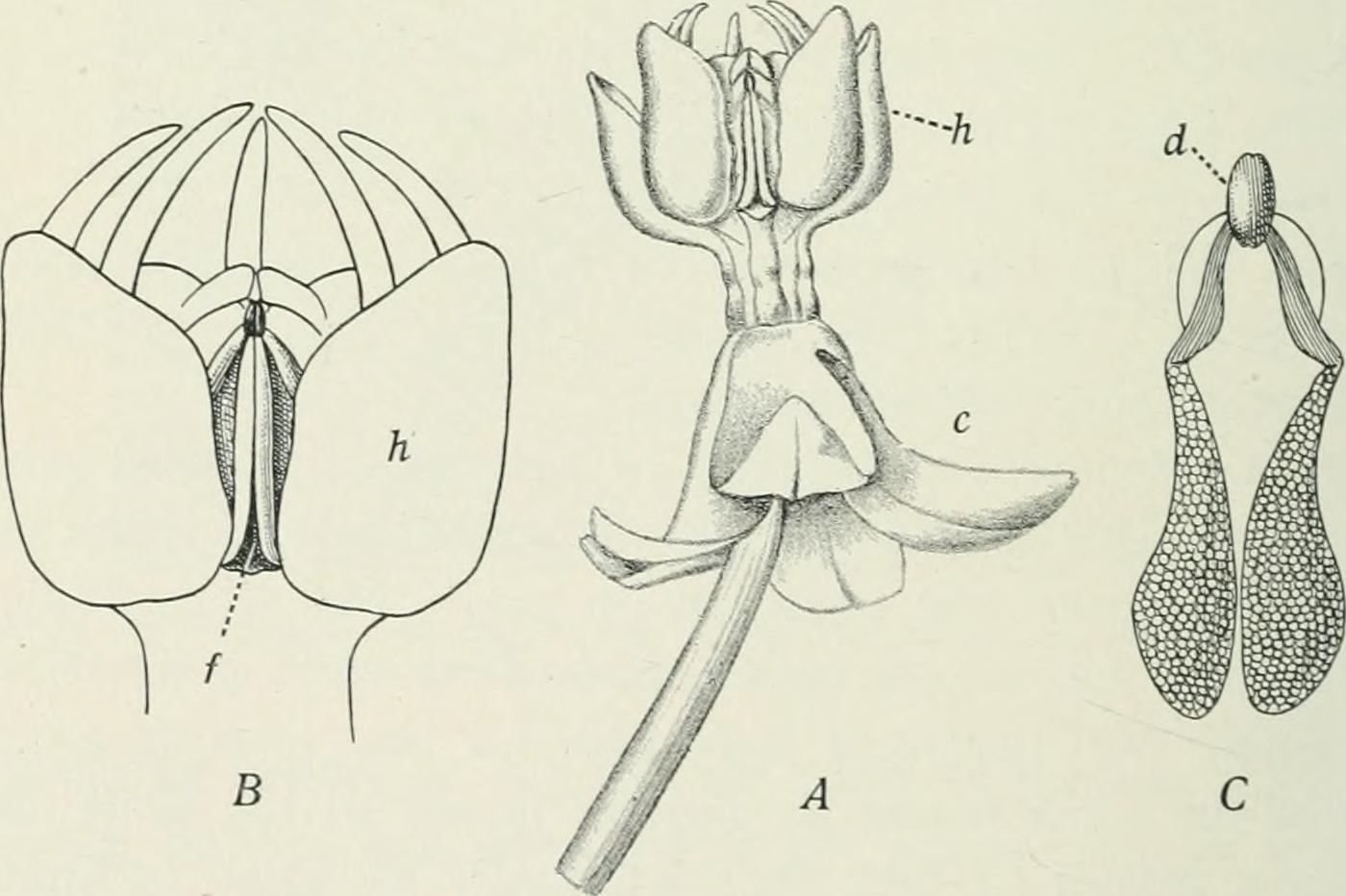
Nákres struktury květu klejichy narudlé (A. incarnata). A. květ B. detail vrcholové části květu C. brylky spojené tělískem a rameny

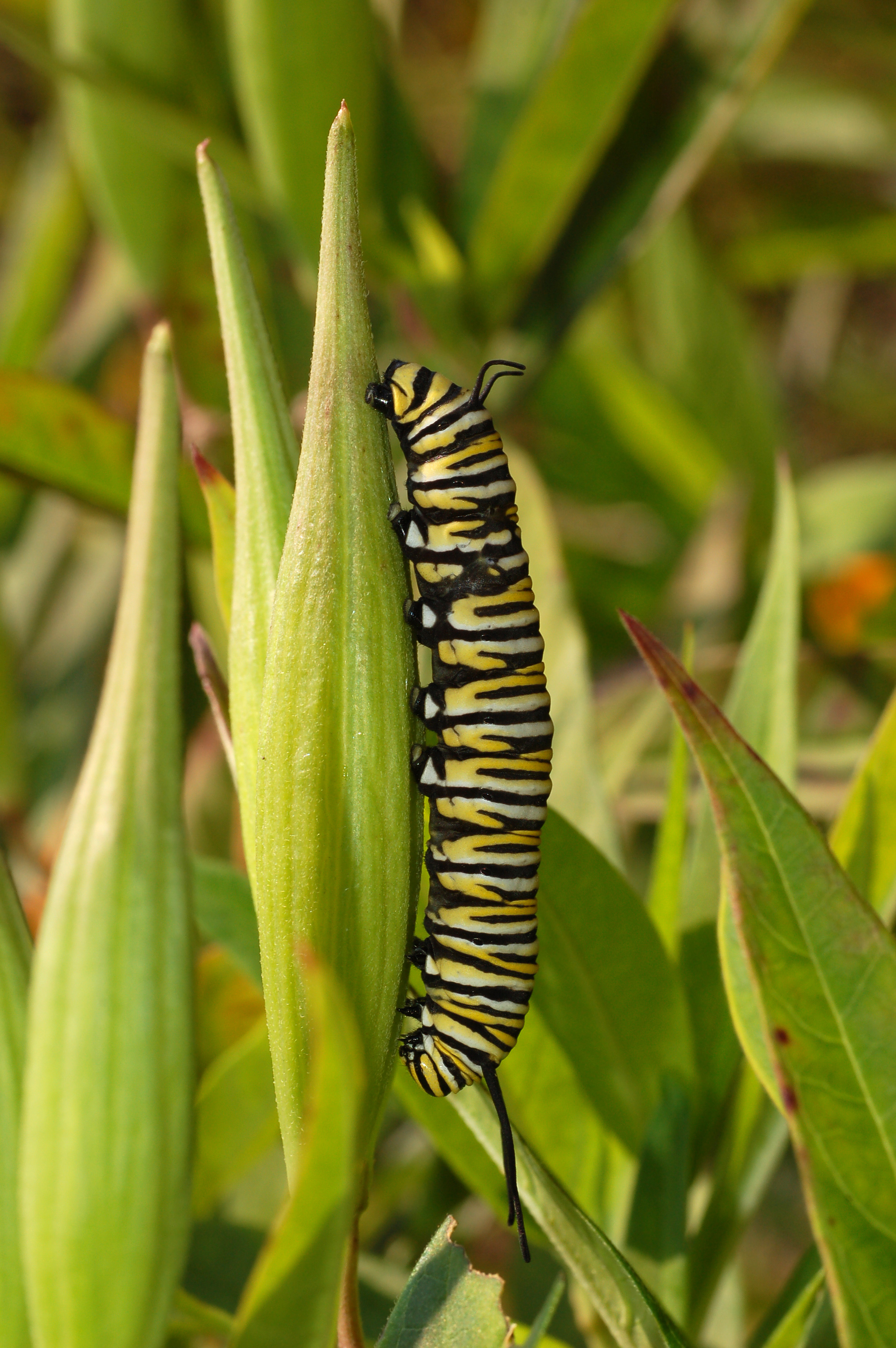
Housenka monarchy stěhovavého (Danaus plexippus) na klejiše narudlé

Květy klejich mají zajímavý a specializovaný způsob opylování, kterému je silně přizpůsobena morfologie květů. Blizny ani prašníky nejsou na povrchu květu viditelné a jsou překryté jinými strukturami. Blizny je ukryty v 5 bliznových komůrkách, které ústí malými svislými otvory po stranách čnělkové hlavy. Pyl nevypadává z prašníků v jednotlivých zrnech, nýbrž je podobně jako u orchidejí sdružen do podlouhlých struktur, zvaných brylky (pollinia). Brylky jsou u klejichy spojené do páru prostřednictvím tělíska (corpusculum) a dvou ramen do struktury zvané polinarium. Tělísko je jedinou viditelnou částí polinaria a vyčnívá nad ústím bliznové komůrky.
Květy klejich jsou vonné a produkují hojný cukernatý nektar, který se tvoří v bliznových komůrkách a hromadí se v kápovitých segmentech pakorunky. Jsou opylovány zejména hmyzem, v Americe je někdy navštěvují i kolibříci. Hmyz se při návštěvě květu často nohou zachytí za vyčnívající tělísko a následně vytáhne celé polinarium s brylkami z bliznové komůrky. Polinarium se přilepí hmyzu na končetinu nebo jinou část těla, asi po minutě a půl vysychá a ramena se ohýbají o 90 °. Při návštěvě dalšího květu se v případě úspěšného opylení zasouvá brylka do bliznové komůrky. Zde brylka nabobtná, z pylových zrnek vyrůstají pylové láčky, prorůstají do semeníku a každá z nich oplodňuje jedno vajíčko.
Klejichy jsou cizosprašné rostliny, které nejsou schopny opylení vlastním pylem. Nejefektivnějšími opylovači jsou statnější druhy vos, včela medonosná, velcí motýli (zejména otakárci) a čmeláci. Některé severoamerické druhy (A. viridiflora, A. hirtella) jsou převážně opylovány čmeláky. Klejichu hedvábnou opyluje v Americe téměř výhradně včela medonosná, která je na tomto kontinentu nepůvodním druhem. Včela je významným, převažujícím opylovačem i dalších druhů, zejména klejichy hlíznaté a klejichy A. purpurascens. Jaké druhy hmyzu opylovaly klejichy před introdukcí včely medonosné, není s jistotou známo. Pro menší druhy hmyzu včetně včely medonosné bývají květy klejich někdy nebezpečné, neboť se jim skřípnou nohy do ústí bliznové komůrky a nedokáží se z nich vždy osvobodit.
Klejichy jsou hlavní živnou rostlinou severoamerického motýla monarchy stěhovavého (Danaus plexippus). Jedovaté glykosidy obsažené v rostlinách se hromadí v tělech housenek a chrání je před predátory. Obsah těchto glykosidů v tělech housenek je vyšší než jejich obsah v rostlinách a zůstává v jejich tělech i po proměně v dospělého motýla. Jak housenky tak i dospělci těchto motýlů mají výrazné výstražné zbarvení. Tato ochrana je účinná zejména proti obratlovcům, zatímco proti bezobratlým predátorům je účinek menší. Housenky můry Euchaetes egle, které se živí listy klejich podobně jako housenky monarchů, ve svých tělech také hromadí glykosidy, zatímco nenápadní dospělci již tyto látky neobsahují. O housenkách monarchů i tesařících Tetraopes tetrophthalmus je známo, že nejprve u báze listu naruší mléčnici a přeruší přívod jedovatého latexu a posléze začínají list konzumovat z opačného konce.
Z dalších herbivorů se na listech klejich živí např. housenky můry Cycnia tenera, dospělci tesaříka Tetraopes tetrophthalmus (larvy se živí kořeny), larvy i dospělci mandelinky Labidomera clivicollis. Dření stonků se živí nosatec Rhyssomatus lineaticollis. Na listech a stoncích saje mšice Aphis asclepiadis, v listech minují larvy dvoukřídlého hmyzu Liriomyza asclepiadis.
Semena klejich mají dlouhý chmýr a jsou šířena větrem.

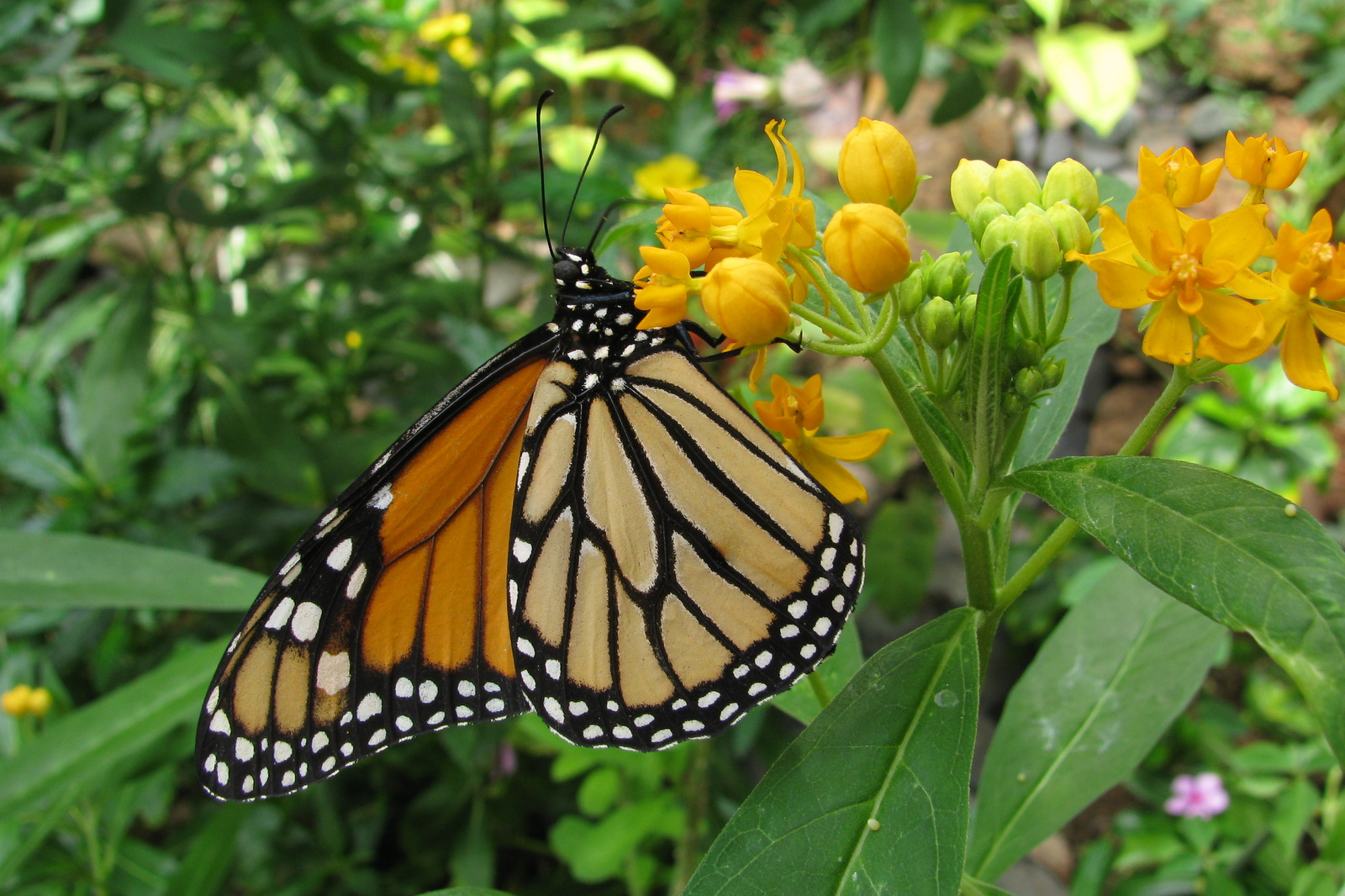
Monarcha stěhovavý na květech klejichy
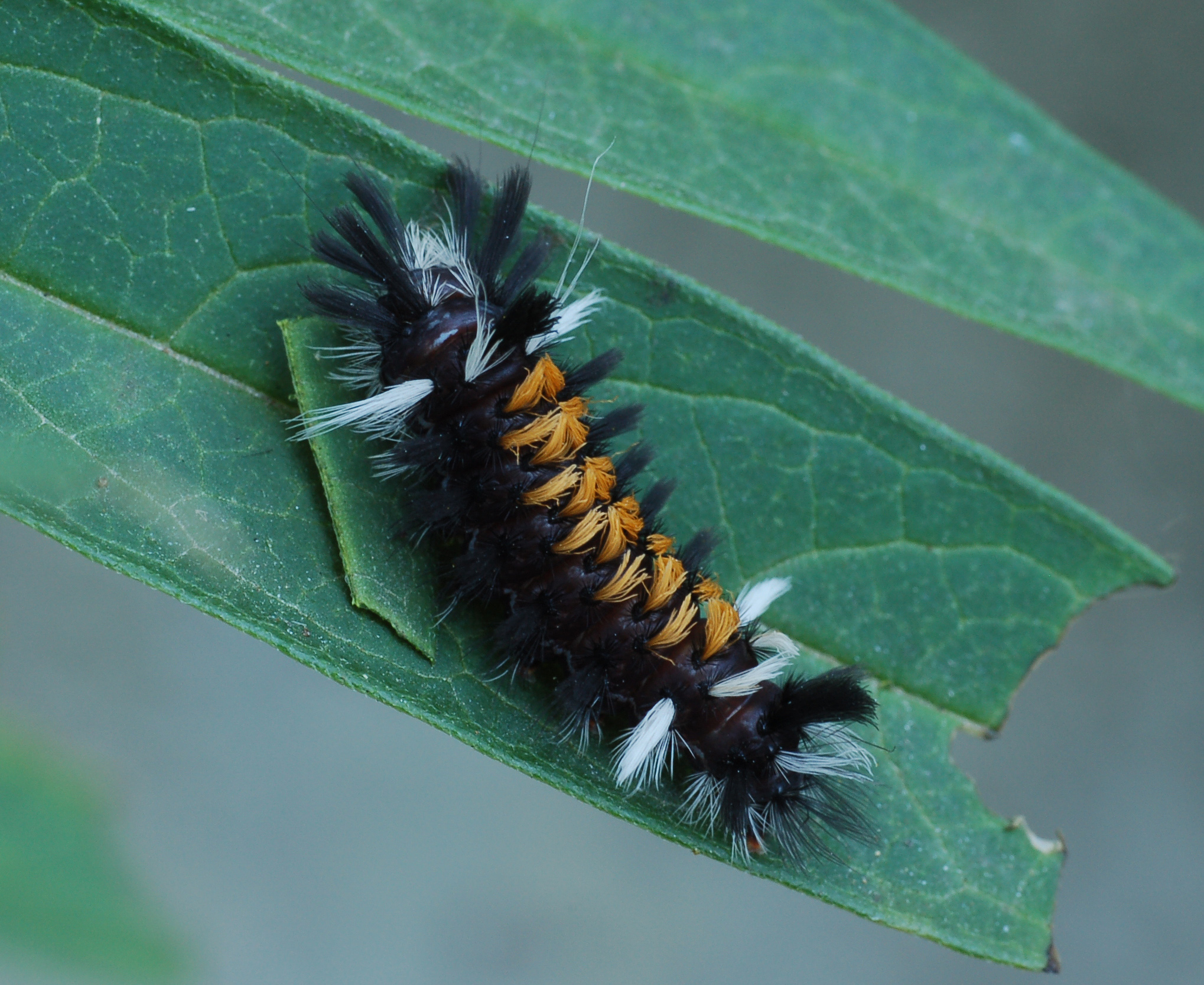
Housenka Euchaetes egle na listech klejichy
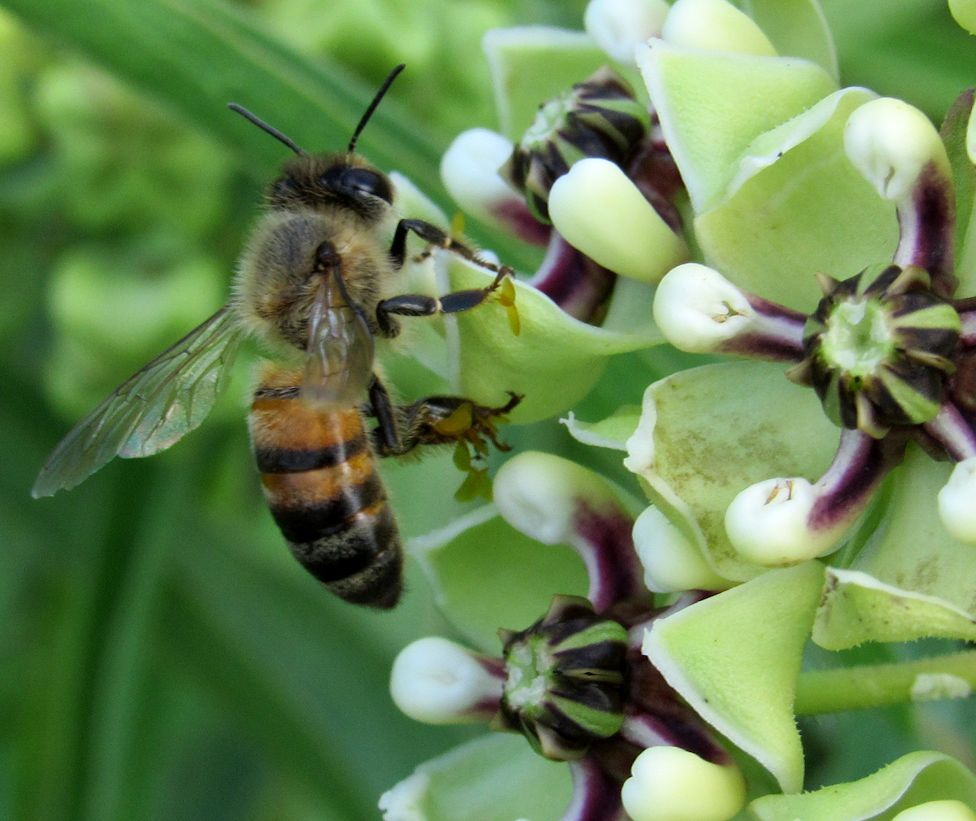
Včela na květech Asclepias asperula s nohama ověšenýma brylkami
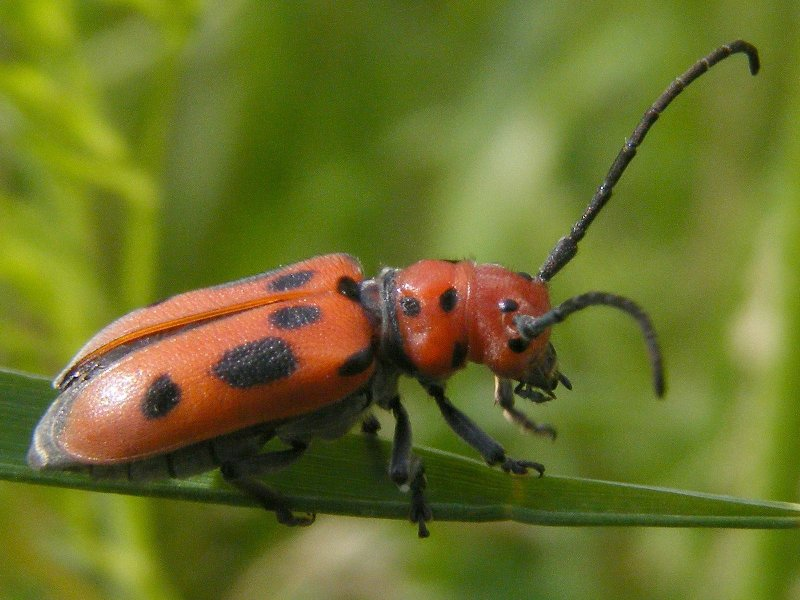
Tesařík Tetraopes tetrophthalmus
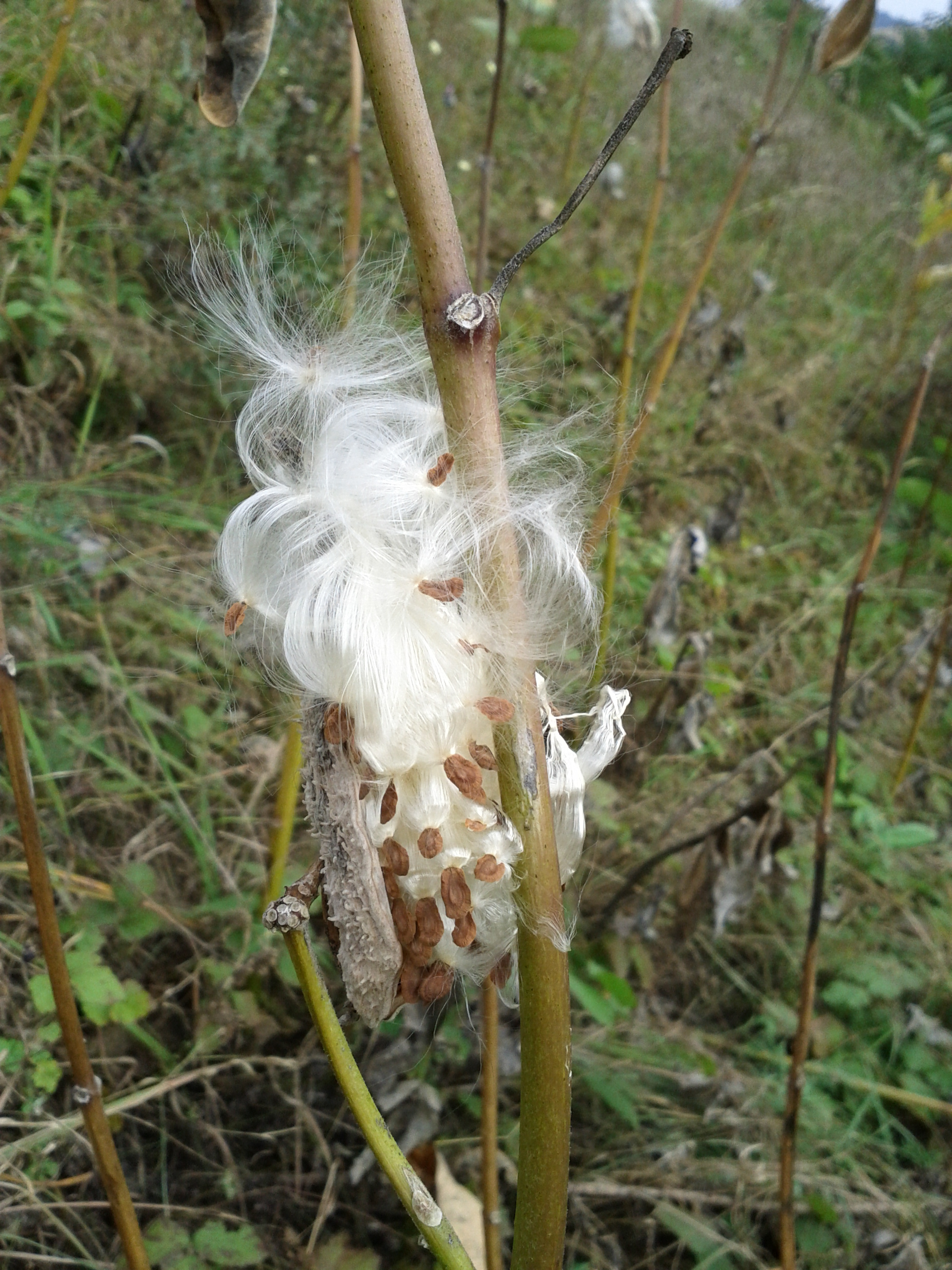
Semena klejichy hedvábné

## Obsahové látky a jedovatost
Klejichy jsou jedovaté rostliny. Všechny části rostlin obsahují jedovaté glykosidy, největší koncentrace je v oddencích. Většina druhů obsahuje srdeční glykosidy, v některých jsou přítomny glykosidy s neurotoxickým účinkem (např. venticenolid izolovaný z A. subverticillata).
Klejicha hedvábná obsahuje jedovatý glykosid asklepiadin, dále vincetoxin a hořčinu asklepion. V latexu je dále obsaženo asi 0,1 až 2 % kaučuku, semena obsahují až 19 až 21 % polovysýchavého oleje.
Klejicha kurasavská obsahuje mj. srdeční glykosid asklepin, který vykazuje silnější účinek na srdeční činnost než strofantin získávaný z rostlin rodu krutikvět (Strophanthus) nebo digitoxin z náprstníku (Digitalis).
Otrava klejichou se v lehčích případech projevuje nevolností, požití větší dávky způsobuje zejména zvracení a průjem. K silnější otravě, vedoucí k porušení funkce srdečních, nervových či ledvinových buněk a následné smrti zpravidla nedochází, neboť po požití nastupuje silný dávivý účinek. Dobytek se klejichám většinou vyhýbá, v Severní Americe však byly zaznamenány případy otrav, pokud byl dobytek vyhladovělý. Riziko spasení nastává zejména u uschlých rostlin, neboť jsou pro zvířata přijatelnější a přitom se usušením neztrácí jejich jedovatost.

## Taxonomie
Rod Asclepias je v rámci čeledi Apocynaceae řazen do podčeledi Asclepiadoideae, tribu Asclepiadeae a subtribu Asclepiadinae. V současné taxonomii je rod pojímán úzce a zahrnuje pouze americké druhy. Mnohé zejména africké druhy byly přeřazeny do jiných rodů (Gomphocarpus, Pachycarpus aj.)

## Zástupci
- klejicha hedvábná (Asclepias syriaca)
- klejicha hlíznatá (Asclepias tuberosa)
- klejicha kurasavská (Asclepias curassavica)
- klejicha narudlá (Asclepias incarnata)[1][17][18]

## Význam

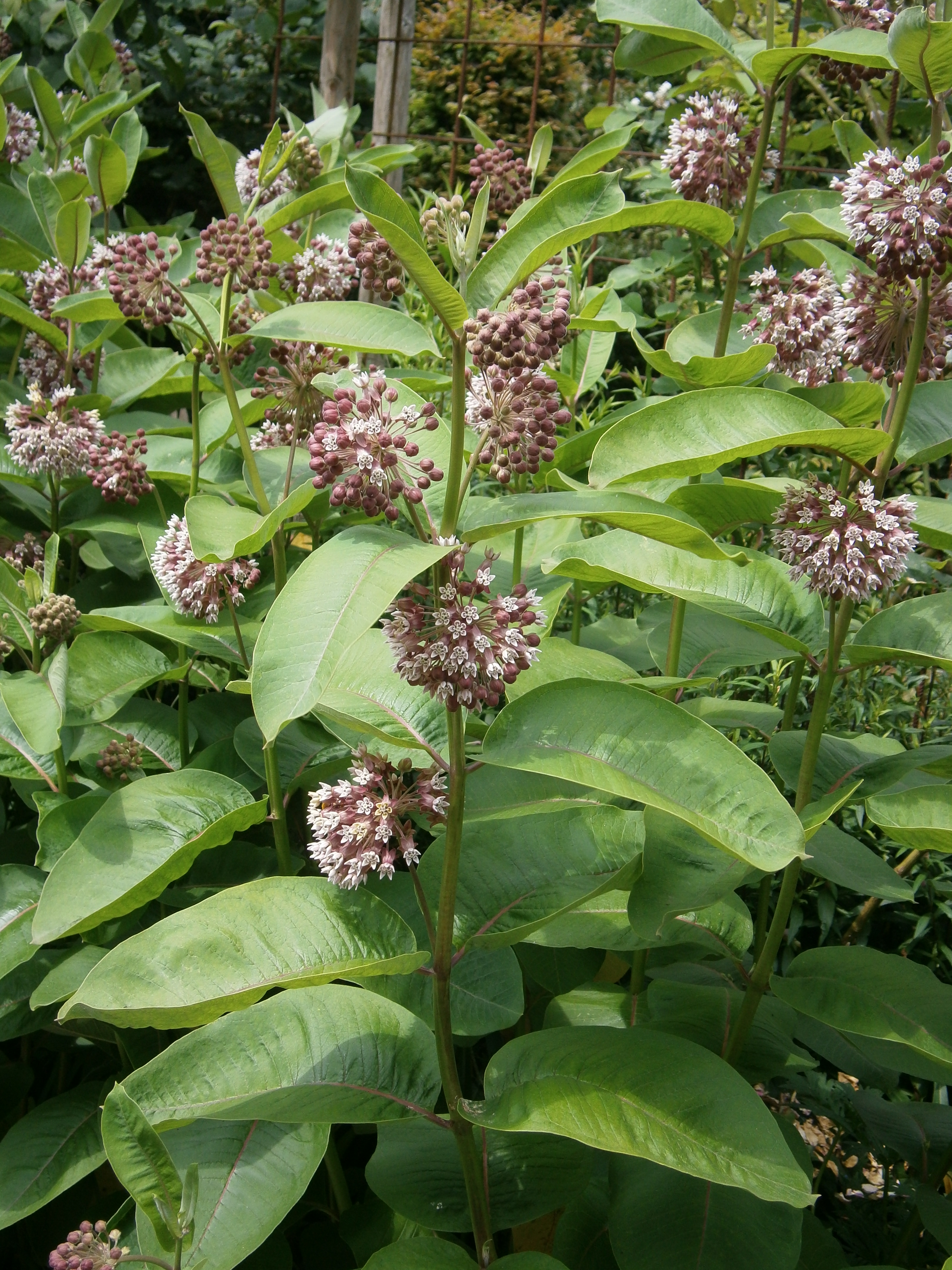
Klejicha hedvábná (Asclepias syriaca)

Jemný chmýr z plodů některých druhů, zejména klejichy narudlé (Asclepias incarnata) a klejichy kurasavské (A. curassavica), slouží jako izolační a vycpávkový materiál. Jako textilní vlákno jej nelze použít, neboť nejdou spřádat. Ze stonků klejichy narudlé se získávají i lýková vlákna, použitelná jako nouzová náhrada lnu či vlny. Klejicha kurasavská pochází z tropické Ameriky, zdomácněla však v tropech a subtropech po celém světě, v Evropě např. ve Španělsku. Je to krátkověká, nápadně kvetoucí trvalka, která se v České republice pěstuje jako letnička. Udávaná zóna odolnosti je 8 až 11.
Oddenky klejichy hedvábné (A. syriaca) byly v minulosti používány v lidovém léčitelství, a to zejména jako expektorans, emetikum a zevně na kožní vyrážky. Chmýr ze semen byl v USA za 2. světové války zpracováván na vycpávkový materiál, nahrazující kapok. V bývalém Sovětském Svazu byl tento druh pěstován zejména pro technický olej ze semen. Latex obsahuje kaučuk, jako jeho zdroj se však příliš nehodí, neboť má velký obsah pryskyřic.
Klejicha hedvábná je v České republice místy pěstována jako okrasná trvalka a medonosná rostlina. Řidčeji se pěstují i jiné vytrvalé druhy, zejména klejicha hlíznatá (A. tuberosa) a klejicha narudlá (A. incarnata).
Klejicha hlíznatá má dlouhou historii využití při léčení nemocí dýchacího ústrojí a horečnatých onemocnění. Domorodé kmeny Severní Ameriky ji využívaly při léčbě zápalu plic, chřipky nebo zánětu pohrudnice. V současném léčitelství je používána zejména při bolestivém kašli a tíži na prsou při chřipkových onemocněních. Také podporuje pocení a působí diureticky.
Hlízovité kořeny klejichy hlíznaté sloužily Indiánům po uvaření jako potrava.
Tato rostlina je využívána i v homeopatii.
V tradiční medicíně v Mexiku je používáno v širším měřítku 14 druhů klejich. Nejpoužívanějším druhem je klejicha kurasavská. Nálev z druhů A. albicans a A. subulata se aplikuje zevně jako analgetikum při bolestech hlavy. Latex A. glaucescens, A. linaria i některých jiných druhů se používá při ošetřování zranění, kožních infekcích a odstraňování bradavic. Další druhy slouží jako projímadla nebo při respiračních onemocněních. Klejicha A. woodsoniana je v mexickém státě Chiapas podávána k úlevě při srdeční nedostatečnosti.

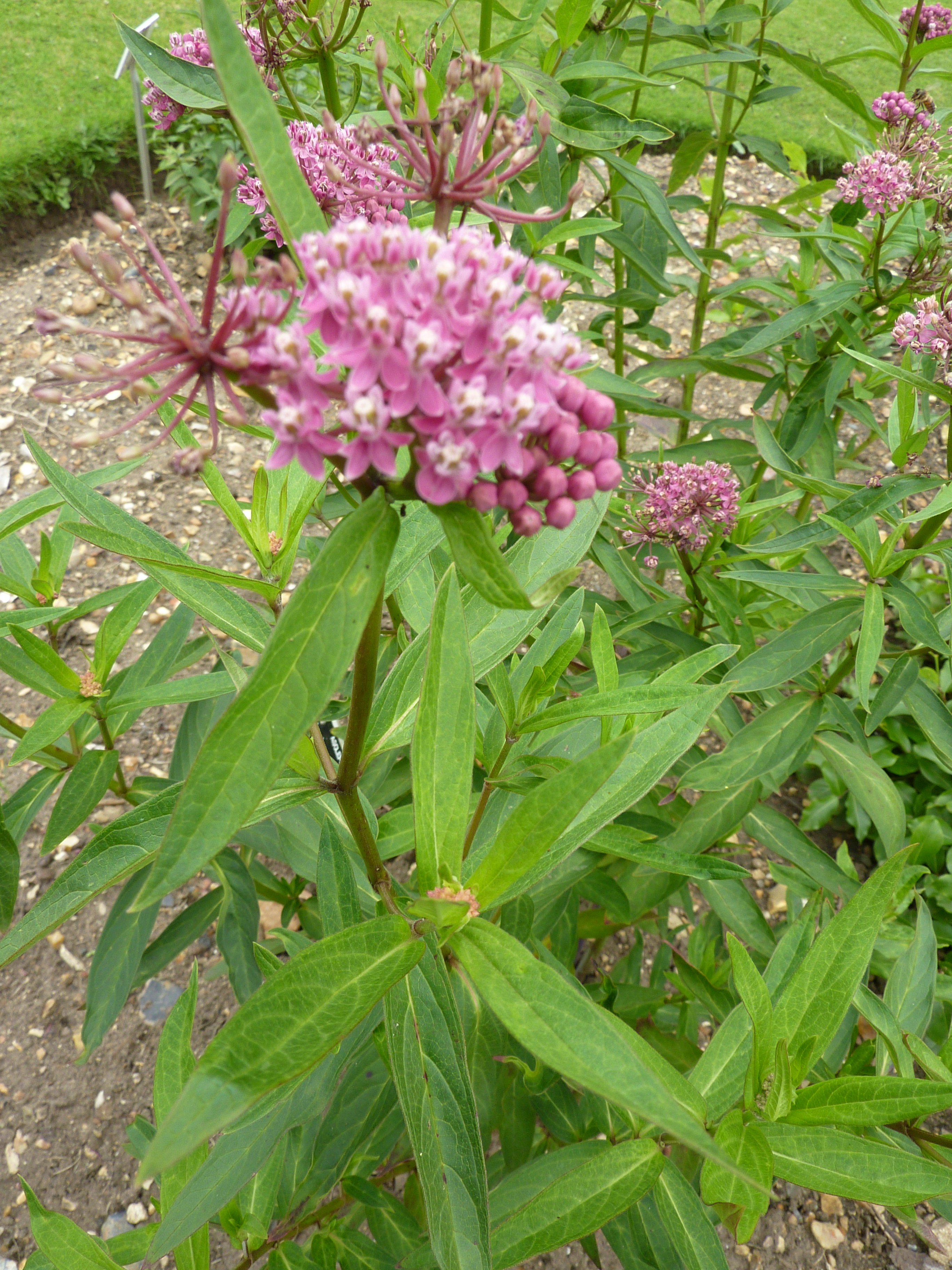
Klejicha narudlá (A. incarnata)
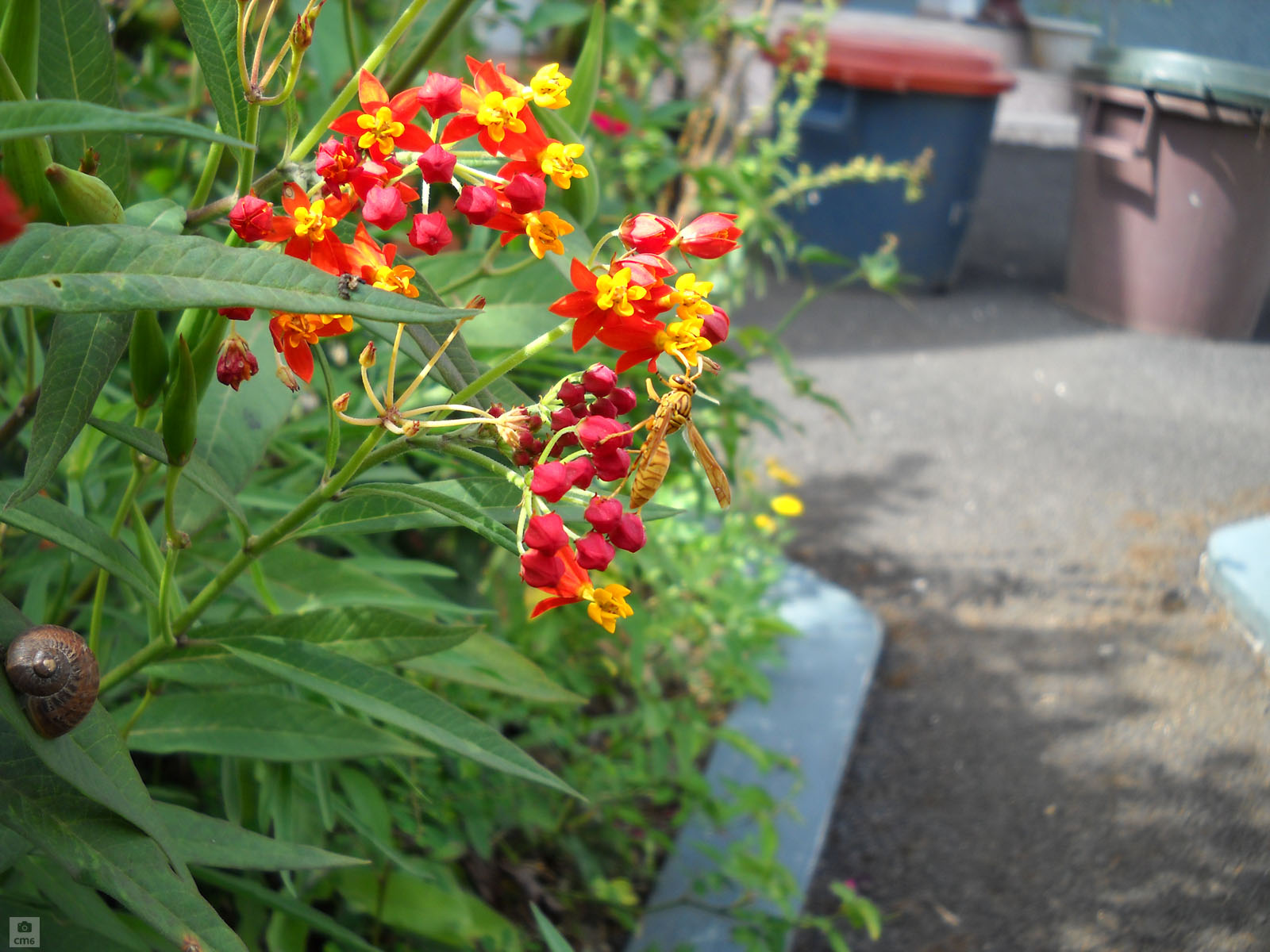
Klejicha kurasavská jako okrasná rostlina
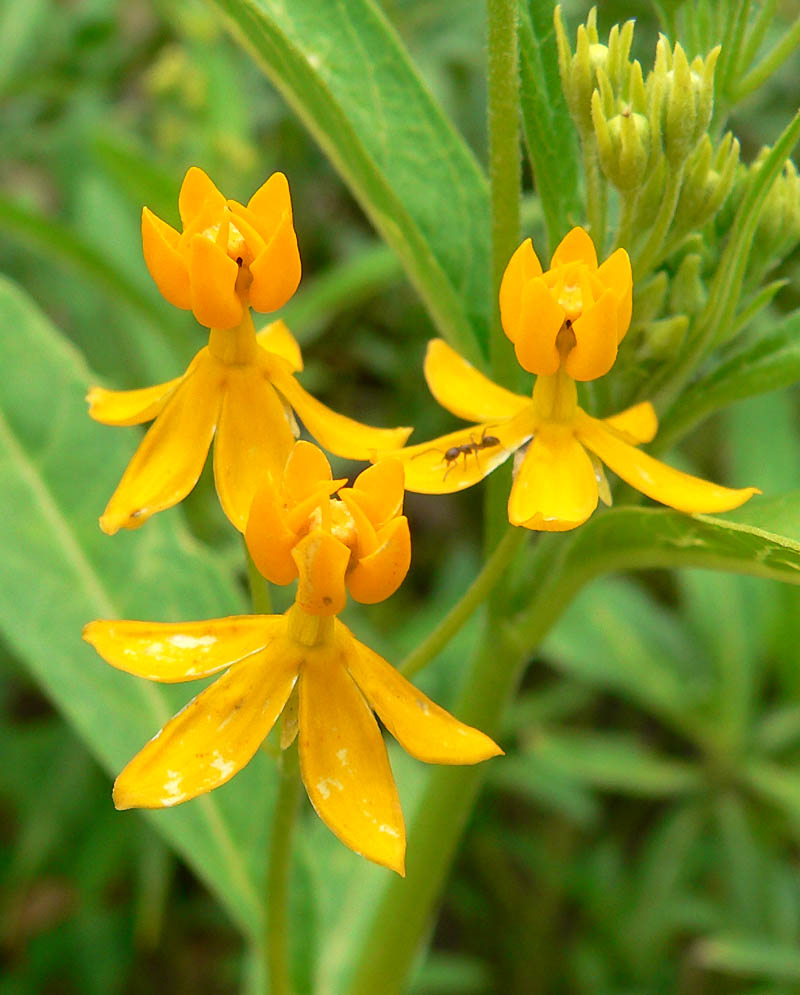
Klejicha kurasavská, kultivar 'Silky Gold'